# El Manzano
El Manzano – gmina w Hiszpanii, w prowincji Salamanka, w Kastylii i León, o powierzchni 36,71 km². W 2011 roku gmina liczyła 71 mieszkańców.